# چگونه قیامت را گذراندم

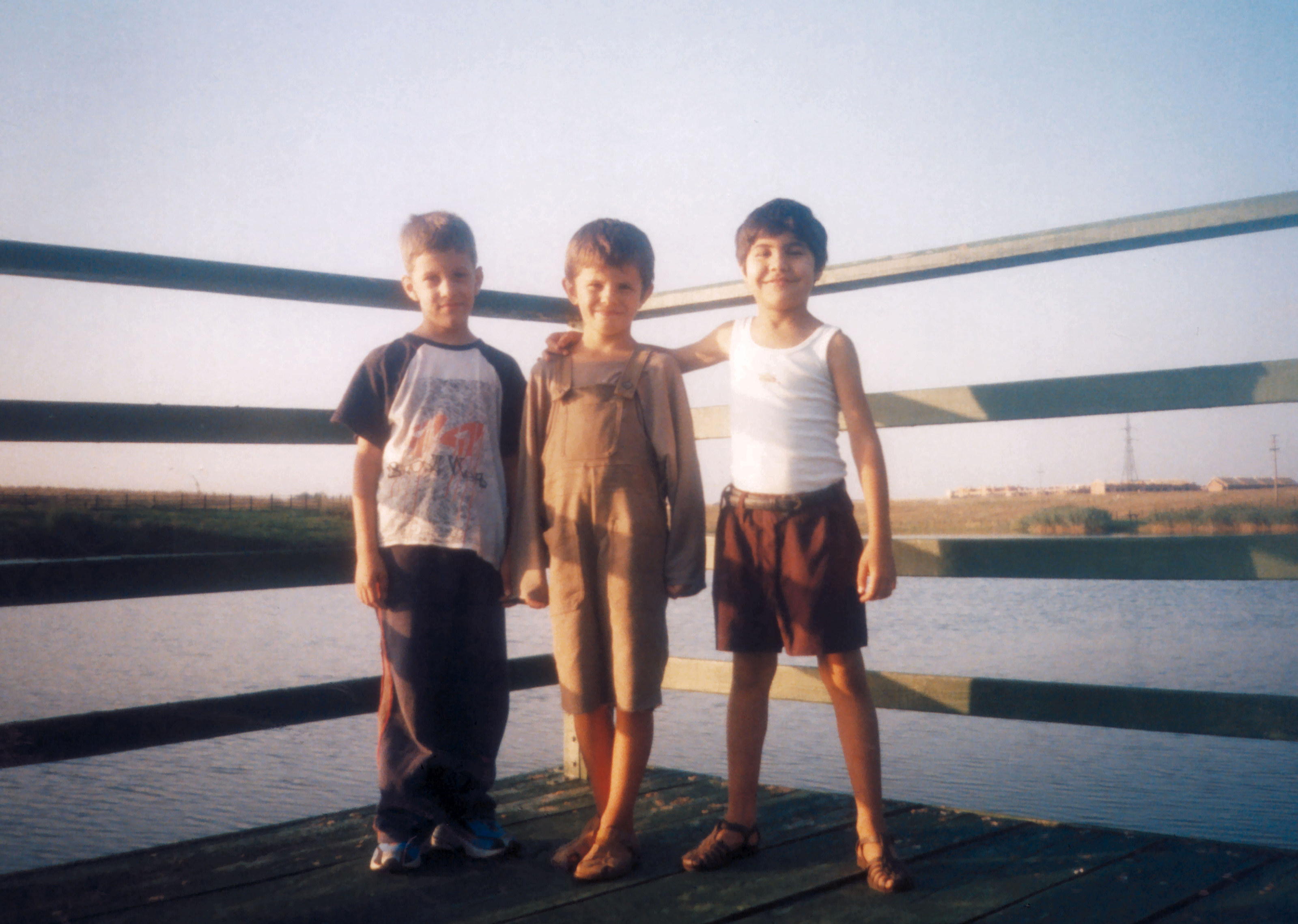
فیلم درام اثرکاتالین میتولسکو

چگونه قیامت را گذراندم (رومانیایی: Cum mi-am petrecut sfârșitul lumii) یک فیلم درام رومانیایی به کارگردانی کاتالین میتولسکو است که در سال ۲۰۰۶ منتشر شد.

## بازیگران
- دوروتئا پتره
- میرچئا دیاکونو
- ژان کنستانتین
- فلورین زامفیرسکو
- بوگدان دومیتراکه
- والنتین پوپسکو